# Synagoga w Trondheim

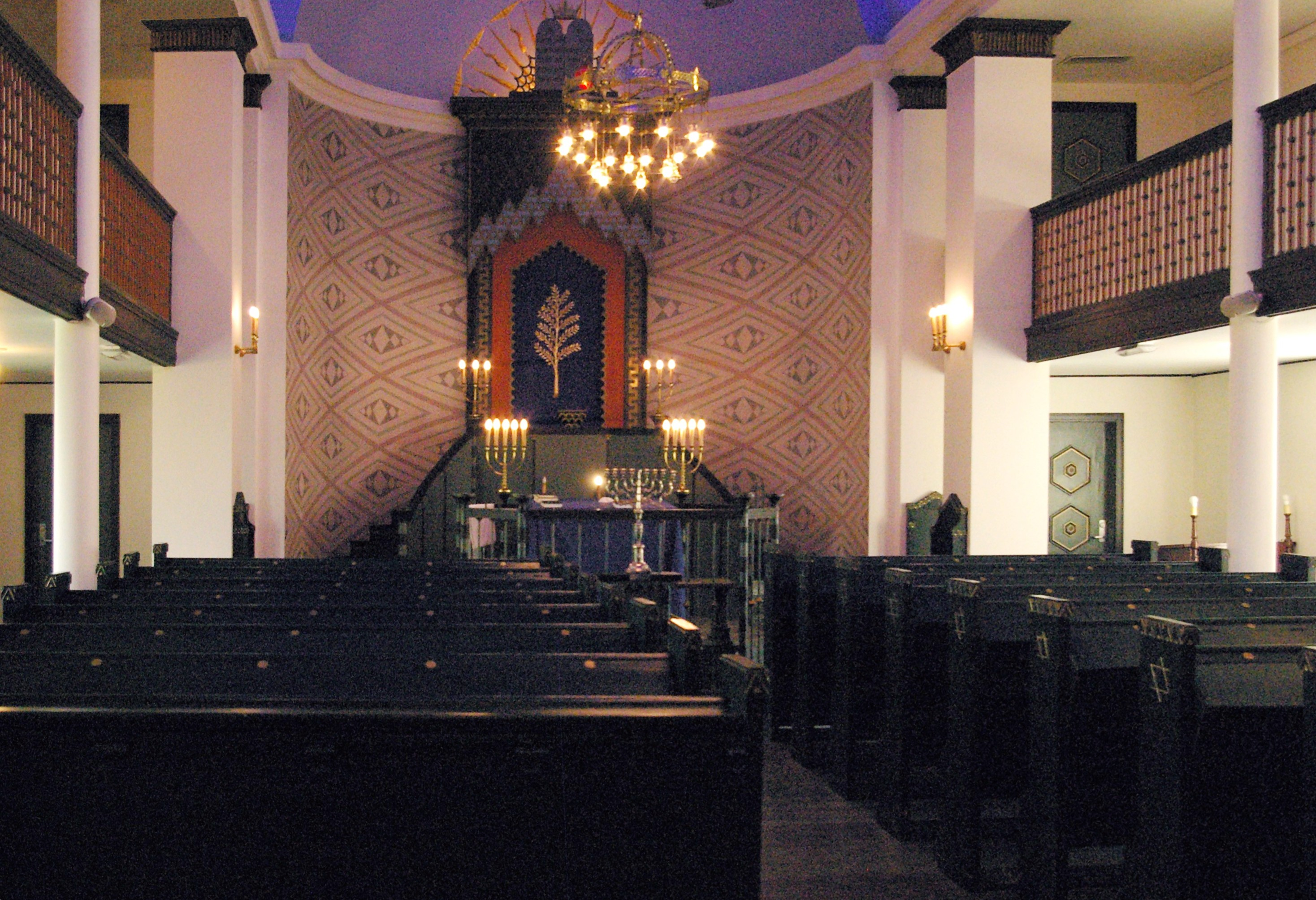
Wnętrze synagogi

Synagoga w Trondheim (nynorsk Synagogen i Trondheim) – synagoga znajdująca się w Trondheim, przy Ark Christiesgate 1b. Jest najdalej na północ położoną synagogą na świecie.
Synagoga została zbudowana w 1925 roku na miejscu starszej i pierwszej synagogi zwanej St. Jørgensveita. Jej uroczyste otwarcie nastąpiło 13 października. 
W 1997 roku w synagodze otwarto jedyne w Norwegii muzeum żydowskie, ale mimo tego cały czas jest otwarta dla kultu religijnego i służy lokalnej społeczności żydowskiej.